# Kara Mucho

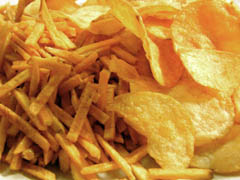
Kara mucho

Kara Mucho(Japonés:カラムーチョ、Kara=辛=picante) es un aperitivo picante muy popular en Japón.
Consiste en patatas fritas o papas fritas, y es moderadamente picante para los estándares japoneses.
Se vende en diferentes variedades, entre ellas: chip liso, chip ondulado, y puff crujiente.
Contiene 533 calorías por cada 100g de contenido.